# Zwickauer Steinkohlenrevier

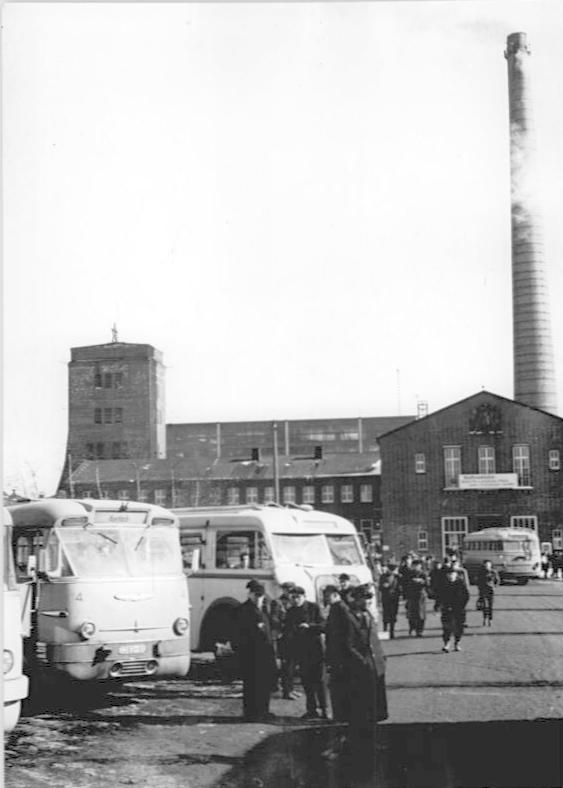
Schichtwechsel im Martin Hoop-Schacht IV, 1962

Das Zwickauer Steinkohlenrevier  ist ein ehemaliges Steinkohlenrevier im Süden Sachsens. Es entstand im Oberkarbon und bildete 11 bauwürdige Flöze von bis zu 32 m Gesamtkohlenmächtigkeit. Der Steinkohleabbau ist seit der Mitte des 14. Jahrhunderts belegt; Vermutungen, dass die Kohle bereits im 10. Jahrhundert abgebaut wurde, ist aus siedlungsgeschichtlichen Erwägungen heraus undenkbar. Bis zur Einstellung des Bergbaues 1978 wurden insgesamt zwischen 220 und 230 Mio. t Steinkohle gefördert. Es gehört zu den ältesten Steinkohlenrevieren Deutschlands. Der Zwickauer Steinkohlenbergbau wurde 1348 in den Schmiedeartikeln des Zwickauer Stadtrechts erstmals urkundlich erwähnt, als den Schmieden die Arbeit mit Steinkohle innerhalb der Stadtmauern untersagt wurde:

„Daz sullet ihr wizzen, daz alle smide, die niderthalb der mur sitzen, mit nichte sullen smiden mit steinkoln; wen als oft damit einer begriffen wirt als oft muz er zehen schillinge heller geben.“

Gelegentlich wird das Steinkohlenrevier auch begrifflich mit dem benachbarten Lugau-Oelsnitzer Steinkohlenrevier zum Zwickau-Oelsnitzer Steinkohlenrevier zusammengefasst, die beiden Reviere sind allerdings durch eine flözleere Zone voneinander getrennt und unterscheiden sich sowohl in der Geologie als auch der Erschließungsgeschichte.

## Literatur

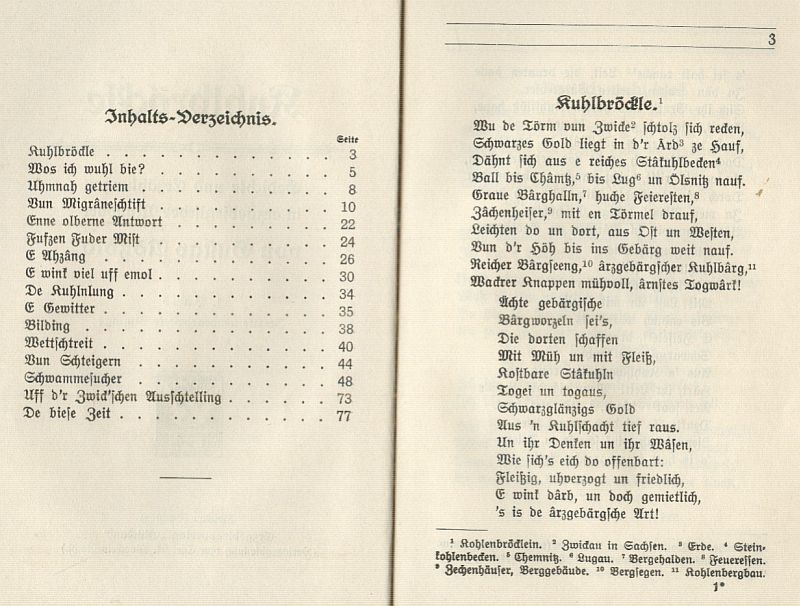
Text und Gedicht der ersten Seite seiner Kuhlbröckle Reihe im erzgebirgischen Dialekt, die dem Heftband ihren Namen gaben

## Lage
Das Zwickauer Steinkohlenrevier erstreckt sich ungefähr 11 km in Ost-West-Richtung und fällt von Planitz im Südwesten nach Mülsen St. Niclas im Nordosten ein. Das Einfallen liegt zwischen 8 und 25 gon. Die Nord-Süd-Ausdehnung in Streichrichtung tritt mit maximal 4 km demgegenüber zurück. Die westliche Begrenzung bildet in etwa die Bahnlinie Zwickau–Werdau, die östliche der Ostrand des Mülsengrundes. Die Sächsische Kohlenstraße, welche alle sächsischen Steinkohlenabbaugebiete verbinden soll, geht beim Gasthof Promnitzer in der Flur von Oelsnitz/Erzgeb. vom Zwickauer in das Lugau-Oelsnitzer Steinkohlenrevier über. Die Zwickauer Mulde durchfließt das Revier von Süd nach Nord.

## Geologie
| Flözgruppe          | Flözbezeichnung         | Kohlenart      | Mächtigkeit  |
| ------------------- | ----------------------- | -------------- | ------------ |
| Obere Flözgruppe    | Dreielliges Flöz        | Pechkohle      | 1–2 m        |
| Obere Flözgruppe    | Dreieinhalbelliges Flöz | Pechkohle      | 1–2 m        |
| Obere Flözgruppe    | Zweielliges Flöz        | Pechkohle      | 1–2 m        |
| Obere Flözgruppe    | Scherbenkohlenflöz      | Pechkohle      | 1 m          |
| Obere Flözgruppe    | Lehekohlenflöz          | Pechkohle      | 1,5 m        |
| Mittlere Flözgruppe | Zachkohlenflöz          | Pech-/Rußkohle | 2 m          |
| Mittlere Flözgruppe | Schichtkohlenflöz       | Pech-/Rußkohle | bis 4,5 m    |
| Mittlere Flözgruppe | Rußkohlenflöz           | Pech-/Rußkohle | bis 8 m      |
| Mittlere Flözgruppe | Tiefes Planitzer Flöz   | Pechkohle      | 3–5 m        |
| Untere Flözgruppe   | Ludwigflöz              | Pech-/Rußkohle | mehr als 3 m |
| Untere Flözgruppe   | Segen-Gottes-Flöz       | Rußkohle       | mehr als 6 m |

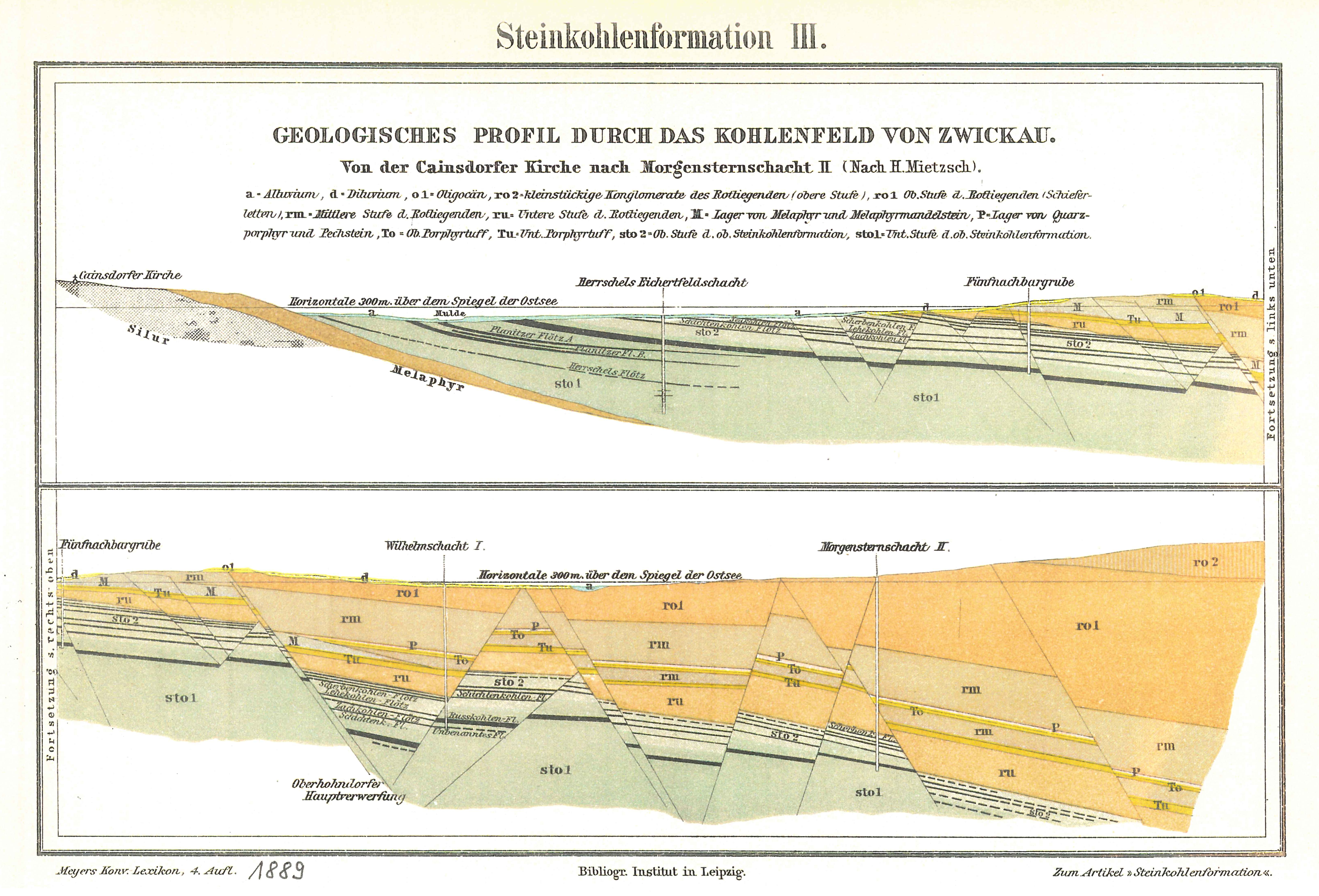
Geologisches Profil durch das Kohlefeld bei Zwickau. (Aus Meyers Konversations-Lexikon (1885–90))

Das Revier liegt im südwestlichen Teil des Erzgebirgischen Beckens. Im Karbon, genauer im Oberkarbon (Westfal D), bildete sich infolge der variszischen Orogenese nordwestlich des heutigen Erzgebirges ein Sedimentbecken, in dem sich die abgestorbenen Pflanzenreste des Steinkohlenwaldes unter Luftabschluss absetzen konnten und wechselweise von den Erosionsabtragungen des variszischen Gebirges überlagert wurden (Inkohlung). Das Liegende der Steinkohlenformation wird vom Grundgebirge gebildet, während das Hangende aus Rotliegendem und darauf aufgelagerten tertiären und quartären Schichten besteht. Hauptsächlich Tonschiefer und Phyllite bilden das Grundgebirge, darauf folgt das maximal 340 m starke Steinkohlengebirge aus dem Oberkarbon. In den flözführenden Gesteinsschichten sind vor allem Schiefertone enthalten, daneben auch Konglomerate und Sandsteine. Insgesamt gibt es elf abbauwürdige Flöze in drei Gruppen mit rund 330 Kohlenlagen. Während die Flöze im Süden am Hammerwald und an der Cainsdorfer Muldenbrücke zu Tage ausstreichen, beträgt die Überdeckung am Nordostrand der Lagerstätte ca. 1100–1200 m. Im Norden sind die Flöze durch die Abwaschung begrenzt und im Süden und Westen versteinen sie.
Die Steinkohlenformation streicht herzynisch und fällt variszisch.

## Geologisches Naturdenkmal Rußkohlenflöz
Der Ausbiss des Rußkohlenflözes an der Mulde, der einzige ständig freiliegende Aufschluss eines Steinkohlenflözes in Sachsen, ist als geologisches Naturdenkmal (in Mitteleuropa als Aufschluss aus verschiedenen Erdzeitaltern (Silur, Devon und Oberkarbon) sehr selten) gemäß § 21 des Sächsischen Naturschutzgesetzes (SächsNatSchG) geschützt.

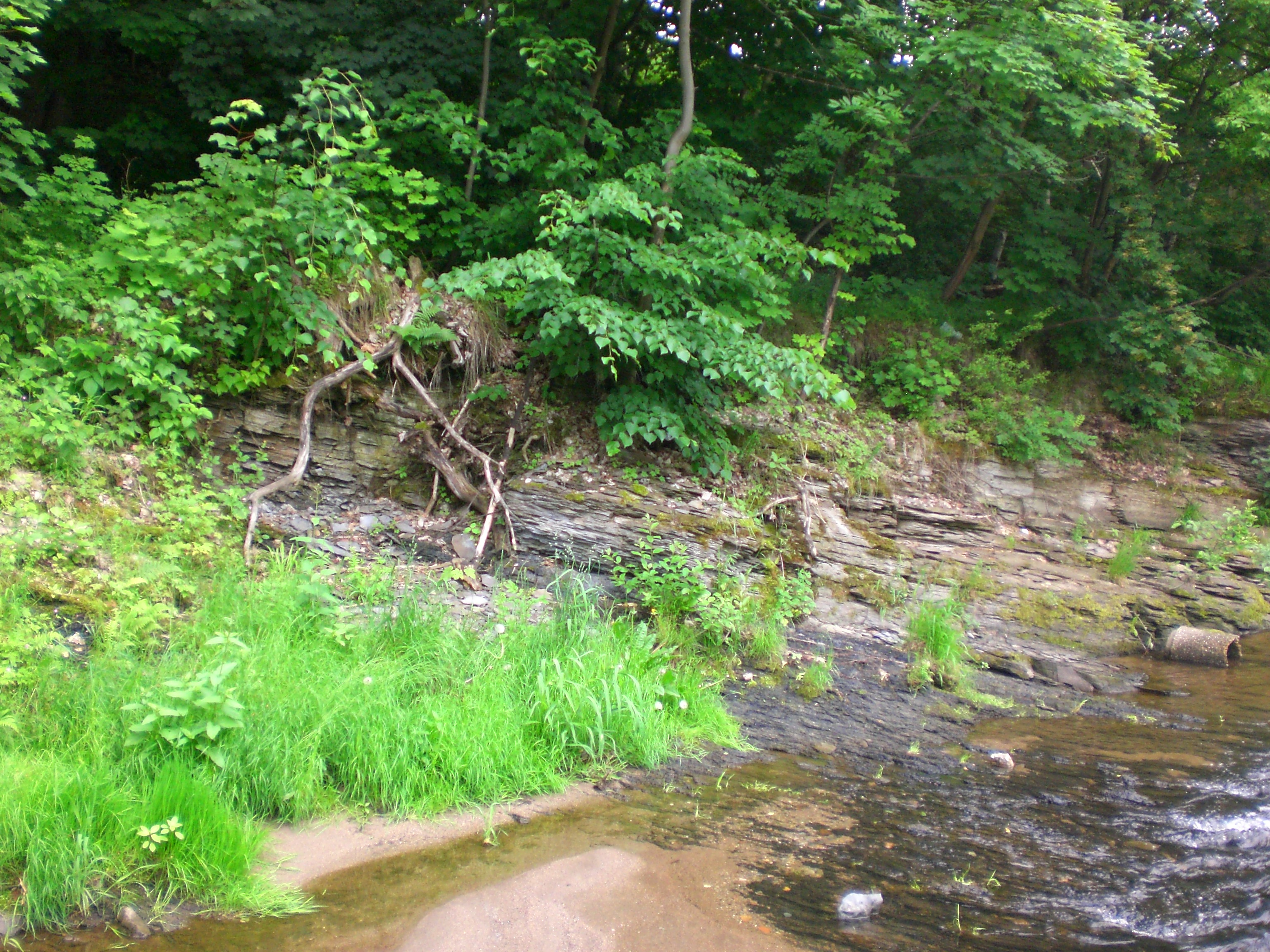
Rußkohlenflöz, Zwickauer Mulde, linkes Ufer
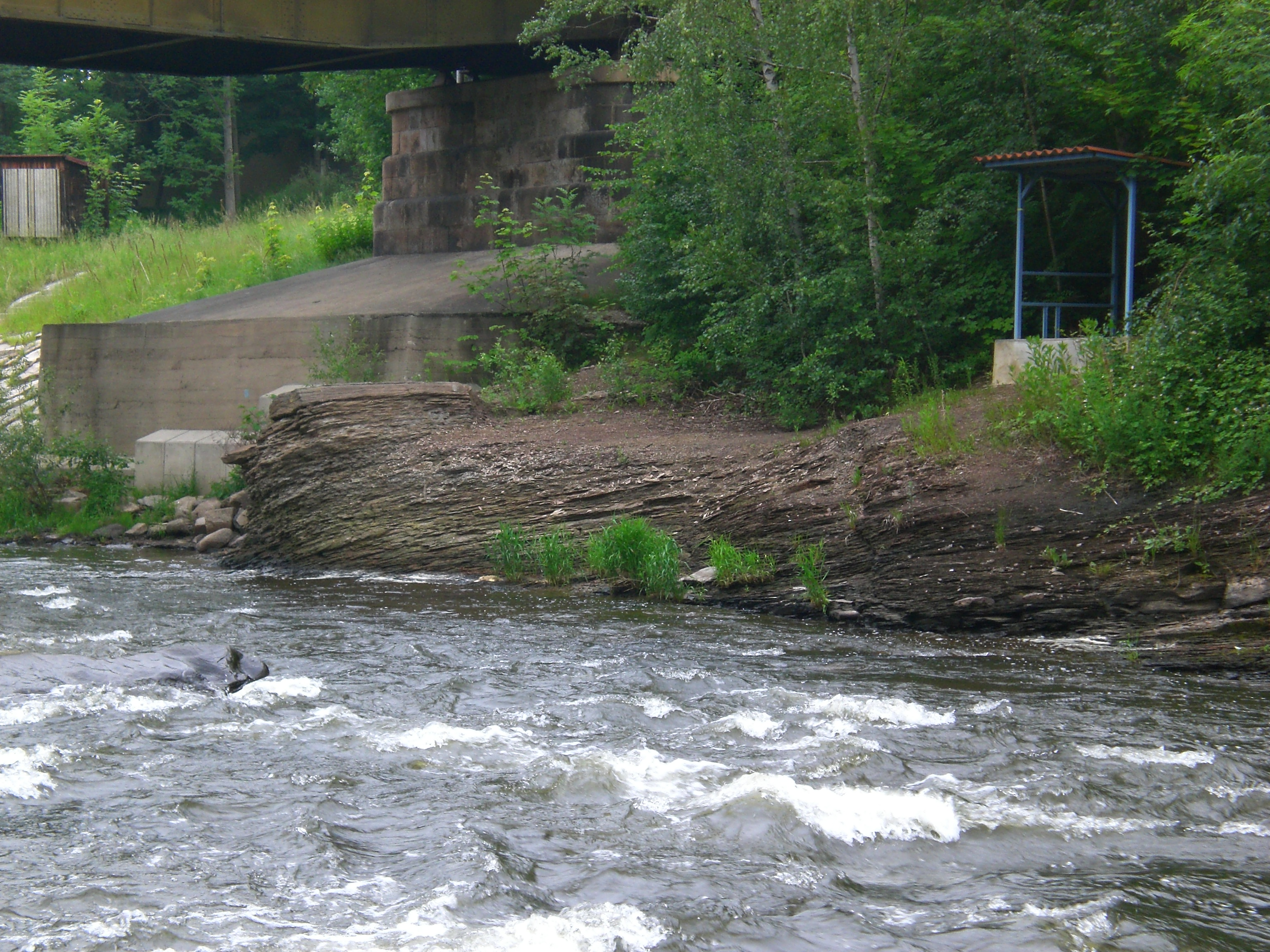
Rußkohlenflöz, Zwickauer Mulde, rechtes Ufer
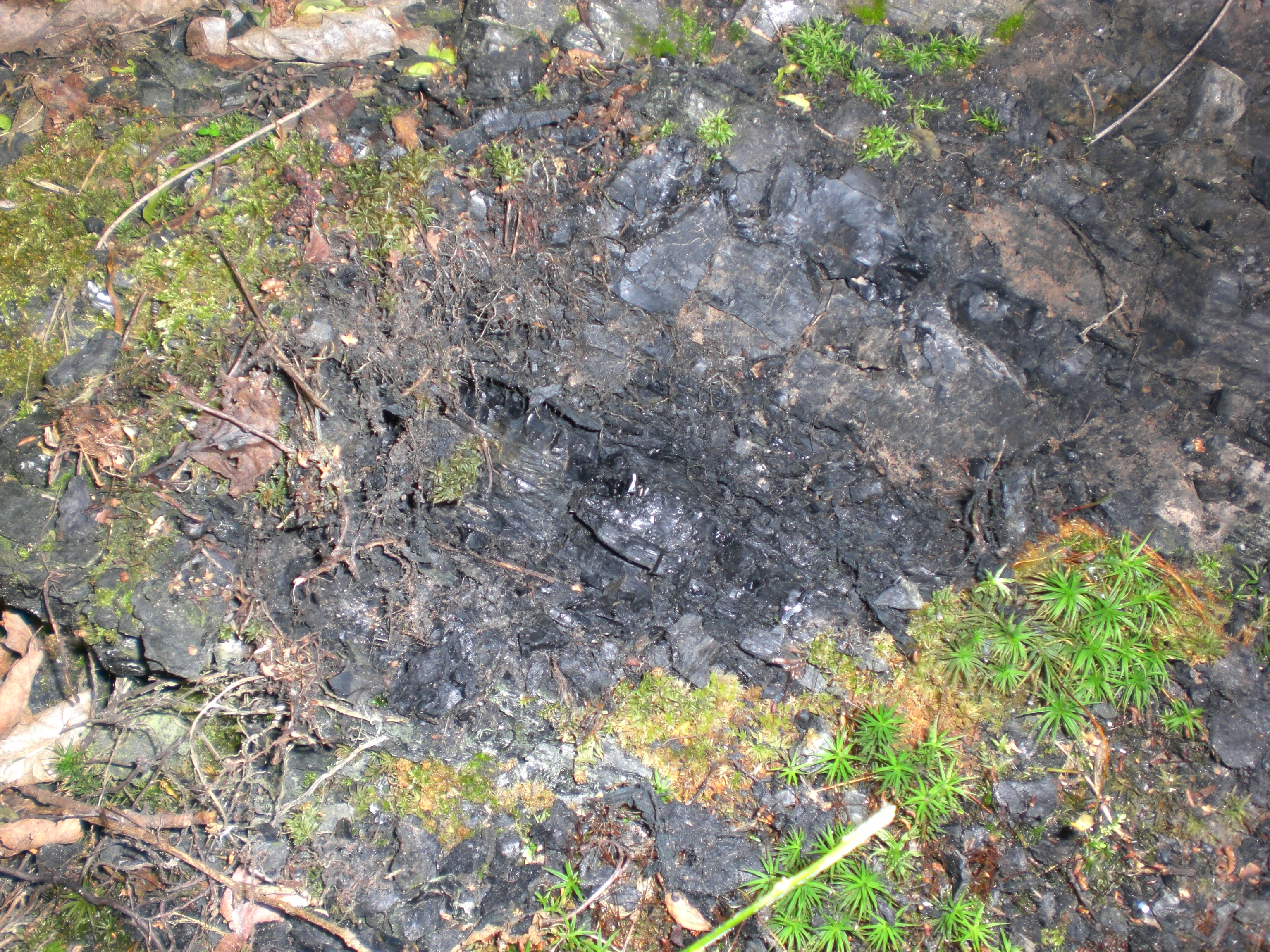
Rußkohlenflöz, Zwickauer Mulde, linkes Ufer, Detail

## Bedeutung
Die Planitzer Kohlevorkommen waren seit dem 10. Jahrhundert bekannt und wurden bis zum Beginn der Industrialisierung in kleinem Maßstab zur Gewinnung von Schmiede- und Feuerungskohle genutzt. Mitte des 19. Jahrhunderts stieg der Bedarf an Steinkohle durch den Siegeszug der Dampfmaschine und die Entwicklung des Eisenbahnwesens sprunghaft an. Das Kurfürstentum und spätere Königreich Sachsen war zu diesem Zeitpunkt die höchstindustrialisierte Region Deutschlands. Das Vorhandensein einheimischer Steinkohle ermöglichte weitere Fortschritte im Maschinenbau und wurde in Verbindung mit der Einführung der Gewerbefreiheit 1861 zum Motor einer stürmischen Entwicklung, die im gleichen Teilverhältnis in keinem anderen deutschen Staat erreicht wurde. Bedeutende Unternehmen wie die Maschinenfabrik Rich. Hartmann, Chemnitz, die Zwickauer Maschinenfabrik, die Seilfabrik Zwickau, Friemann & Wolf Zwickau und die Königin-Marienhütte Cainsdorf; die Zwickauer Porzellan- und Keramikindustrie, die sächsische Fahrzeugindustrie, ja die ganze Industrieregion Chemnitz–Zwickau, verdanken ihr Entstehen der Zwickauer Steinkohle.

## Geschichte
Erstmals urkundlich belegt wurde der Steinkohlenbergbau 1348, allerdings wurde im Zwickauer Raum Steinkohle wohl schon seit dem 10. Jahrhundert genutzt. Der bislang älteste Gebrauch von Steinkohle innerhalb der Stadtmauern konnte durch archäologische Untersuchungen im Gebäude der alten Zwickauer Münze nachgewiesen werden und wird in die Zeit um 1190 verortet. Begünstigt wurde der frühe Abbau durch das Ausstreichen der Flöze im Süden und Südwesten des Reviers.
1474 oder 1479 kam es, vermutlich durch Selbstentzündung, mit dem Ersten Planitzer Erdbrand zu einem Kohlenbrand, welcher erst 1490 gelöscht werden konnte. Während des Dreißigjährigen Krieges entstand angeblich durch schwedische Brandstiftung der Zweite Planitzer Erdbrand im Rußkohlenflöz, der mit den zur Verfügung stehenden Mitteln nicht erfolgreich bekämpft werden konnte. Von 1837 bis 1868 wurde über dem Erdbrandgebiet an der Flur Am Hammerwald die Geithnersche Treibegärtnerei des Botanikers und Chemikers Ernst August Geitner eingerichtet, die die Wärme des brennenden Planitzer Steinkohlenflözes nutzte. Die warmen Ausströmungen der Kohlebrände leitete Geitner in Treibhäuser, in denen er südländische Pflanzen wie Palmen, Orchideen, Kakaopflanzen, Bambus oder Bananengewächse zog. Mit dem großflächigen Erlöschen der Kohlebrände endete auch die Zeit der Gärtnerei. Die letzten Brandnester wurden erst 1880 endgültig gelöscht.
Ab dem 16. Jahrhundert betrieb man nach der Erschöpfung der oberflächennahen Vorräte vermehrt Bergbau mit kleinen Schächten und Handhaspeln. Bis ins 19. Jahrhundert gab es im Zwickauer Revier keine Bergbaugesellschaften, die Förderung wurde vom Rittergut Planitz und im Nebenerwerb durch sogenannte „Kohlebauern“ und Tagelöhner erbracht. Erst von Arnim – Besitzer der Planitzer Herrschaft – gründete 1830 mit den von Arnimschen Steinkohlenwerken eine moderne Bergbaugesellschaft. Grundlage dafür war das Kohlenmandat von 1743, denn vorher war der Steinkohlenabbau ausschließlich Sache des Grundeigentümers, danach konnte jeder gegen Entschädigung des Grundbesitzers Steinkohlen abbauen. Eine weitere Voraussetzung war die 1823 abgeschaffte Reihenladung, bei der der Kohlenverkauf nach einer festgelegten Abfolge für jeden Bergbautreibenden erfolgte. Bis 1868 entstanden weitere große Gesellschaften. So stieg die durchschnittliche Förderung von etwa 2.900 Tonnen Steinkohle im 18. Jahrhundert auf über 2,5 Millionen Tonnen Steinkohle pro Jahr zu Beginn des 20. Jahrhunderts an. Dies begünstigte die Entwicklung Zwickaus zur Industriestadt.
Zunächst bildeten die westlich der Zwickauer Mulde gelegenen Grubenfelder den Abbauschwerpunkt, ab Ende des 19. Jahrhunderts verlagerte sich dieser langsam in den Ostteil des Zwickauer Steinkohlenreviers, der Abbau westlich der Mulde wurde 1950 eingestellt. In den 1950er-Jahren wurde das Mülsenfeld erkundet, das am östlichsten gelegene Grubenfeld im Zwickauer Revier. Da der Kohlenvorrat im übrigen Revier langsam zur Neige ging, wurde dieses Grubenfeld als letztes mit einem errechneten Kohlenvorrat von über 35 Millionen Tonnen aufgeschlossen.
Am 29. September 1978 wurde der letzte Hunt Kohle aus dem Mülsenfeld gefördert, da bereits 1967 der Beschluss zur schrittweisen Einstellung des Steinkohlenbergbaus in der DDR gefasst wurde. Insgesamt wurden im Zwickauer Revier etwa 242 Millionen Tonnen Steinkohle abgebaut.
Für die Bergleute wurde geplant Nachfolgeindustrie auf bzw. in der Nähe der ehemaligen Bergwerke angesiedelt. Dies betraf die drei letzten Steinkohlenwerke im Revier, das August-Bebel-, das Karl-Marx- und das Martin-Hoop-Werk. Im linksmuldischen August-Bebel-Werk war die Förderung nach einem Schachtbruch im Hauptschacht des Unternehmens am 4. März 1948 bereits 1951 eingestellt worden, seitdem wurde dort nur noch die Kokerei betrieben. Als das Karl-Marx-Werk um 1970 stillgelegt wurde, wurde es bereits am 1. Juli 1968 als Betriebsabteilung dem Martin-Hoop-Werk zugeordnet und Restkohlen über eine untertägige Förderverbindung von dort aus abgebaut. Über Tage wurden die Tagesanlagen größtenteils abgerissen bzw. umgebaut und Stahlbauindustrie, Wärmeanlagenbau und verschiedene kleinere Firmen angesiedelt. Ein Großteil der Kumpel wurde umgeschult und dort beschäftigt. Die Kokerei und das Kraftwerk wurden als Betriebsteile dem August-Bebel-Werk zugeordnet und zunächst weiterbetrieben (die Kokerei bis zum 7. Dezember 1977, das Kraftwerk bis zum 23. Dezember 1998). Nach der Schließung des Martin-Hoop-Werkes 1978 wurde dieses nunmehr dem August-Bebel-Werk zugeordnet. Auch hier wurde über Tage Nachfolgeindustrie angesiedelt, so ein Betonfertigteilwerk und ein Ausrüstungshersteller für die Braunkohleindustrie, in denen die meisten Bergleute einen neuen Arbeitsplatz fanden.
Letztes wirtschaftlich genutztes Relikt des Steinkohlenbergbaus war die Schedewitzer Kokerei, welche noch bis zum 18. März 1992 mit importierter Steinkohle betrieben wurde.
Der jahrhundertelange Bergbau schlug sich auch im Straßenbild Zwickaus nieder. Neben 52 Straßen wurde auch eine Brücke (die in den 1980er-Jahren neuerbaute jetzige Glückaufbrücke), auf der die B 173 die Mulde überquert, mit Bezug zum Bergbau benannt. Sie hieß bis 1990 Adolf-Hennecke-Brücke.

## Halden

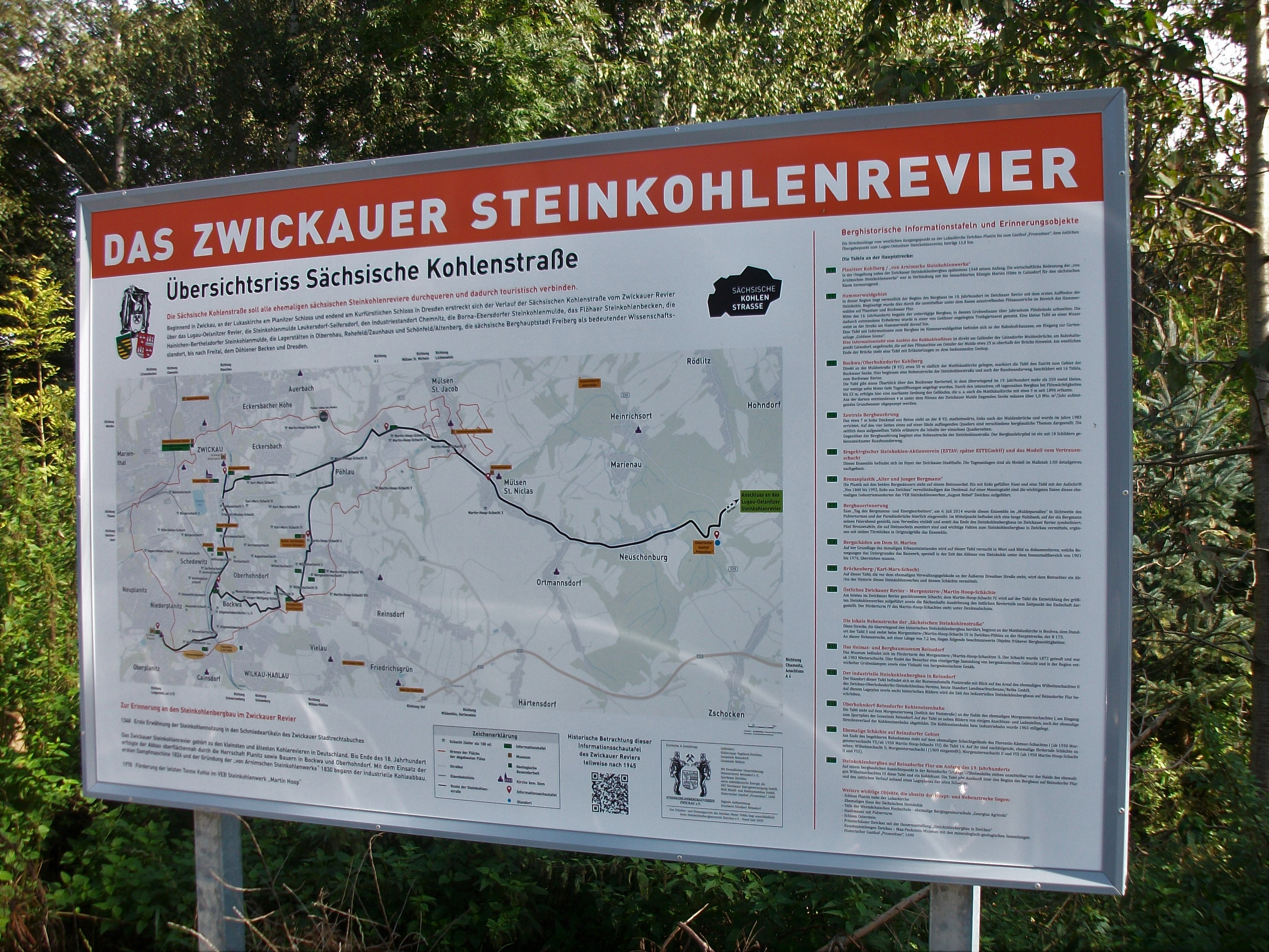
Infotafel Zwickauer Steinkohlenrevier beim Gasthof Promnitzer in Oelsnitz/Erzgeb. am Übergang zum Lugau-Oelsnitzer Steinkohlenrevier

Folgende Halden befinden bzw. befanden sich in diesem Revier:
| Nummer | Bezeichnung                                                                                | Ausdehnung in ha | Lage                             |
| ------ | ------------------------------------------------------------------------------------------ | ---------------- | -------------------------------- |
| 1      | An der Kokerei und Teerdestillation, Brückenbergschacht I                                  | 6,26             | 50° 42′ 58,4″ N, 12° 30′ 26,6″ O |
| 2      | Am Brückenbergschacht I                                                                    | 4,35             | 50° 42′ 56,9″ N, 12° 30′ 40,2″ O |
| 3      | An der Pöhlauer Straße, Brückenbergschacht III                                             | 7,07             | 50° 42′ 54,3″ N, 12° 30′ 38″ O   |
| 4      | An der Pöhlauer Straße, Brückenbergschacht II                                              | 7,23             | 50° 42′ 55,5″ N, 12° 30′ 50,2″ O |
| 5      | Halde am Karl-Marx-Schacht III (abgebaut)                                                  |                  | 50° 42′ 43,6″ N, 12° 30′ 29,5″ O |
| 6      | Am Brückenbergschacht IV                                                                   | 11,03            | 50° 42′ 25,7″ N, 12° 30′ 55,9″ O |
| 7      | (wegen Überschüttung nicht von Halde 6 trennbar)                                           |                  |                                  |
| 8      | Am Morgensternschacht I                                                                    | 9,6              | 50° 42′ 8″ N, 12° 32′ 11,5″ O    |
| 9      | Am Morgensternschacht II                                                                   | 1,63             | 50° 42′ 19,3″ N, 12° 31′ 56,3″ O |
| 10     | Am Morgensternschacht III                                                                  | 11,18            | 50° 43′ 30,9″ N, 12° 32′ 31,8″ O |
| 11     | Am Martin-Hoop-Schacht V                                                                   | 0,54             | 50° 42′ 57,7″ N, 12° 33′ 34,4″ O |
| 12     | Halde am Morgensternschacht VI (abgebaut)                                                  |                  | 50° 43′ 39,4″ N, 12° 31′ 37,6″ O |
| 13     | Am Kästnerschacht I                                                                        | 7,07             | 50° 41′ 54,6″ N, 12° 32′ 23,6″ O |
| 14     | Am Kästnerschacht II                                                                       | 1,23             | 50° 41′ 48,5″ N, 12° 32′ 29,9″ O |
| 15     | Am Wilhelm-Schacht I, westlich                                                             | 13,65            | 50° 42′ 11,2″ N, 12° 30′ 53,9″ O |
| 16     | Am Wilhelm-Schacht I, nördlich                                                             | 6,85             | 50° 42′ 15,6″ N, 12° 31′ 8,9″ O  |
| 17     | Halde 3 am Wilhelmschacht II                                                               | 6,33             | 50° 41′ 58″ N, 12° 31′ 38,9″ O   |
| 18     | Halde 2 am Wilhelmschacht II                                                               | 0,84             | 50° 42′ 6,7″ N, 12° 31′ 43,9″ O  |
| 19     | Halde 1 am Wilhelmschacht II                                                               | 0,85             | 50° 42′ 7,3″ N, 12° 31′ 50,4″ O  |
| 20     | An den von Arnimschen Schächten                                                            | 11,73            | 50° 41′ 11,6″ N, 12° 29′ 4,3″ O  |
| 21     | An den Altgemeindeschächten                                                                | 12,9             | 50° 41′ 32,8″ N, 12° 29′ 54,2″ O |
| 22     | Am August-Bebel-Werk, Malzinsel                                                            | 6,53             | 50° 42′ 14,7″ N, 12° 30′ 7,7″ O  |
| 23     | Am Forst- und Schaderschacht                                                               | 13               | 50° 42′ 12,6″ N, 12° 30′ 21,1″ O |
| 24     | Am Wasserhaltungsschacht                                                                   | 12,36            | 50° 41′ 49,7″ N, 12° 30′ 9,7″ O  |
| 25     | Friedrich-Nickolay-Schacht-Halde / ehem. Halde am Tiefbau-Schacht (vollständig abgetragen) |                  | 50° 41′ 49,7″ N, 12° 30′ 9,7″ O  |
| 26     | Am Westsachsenstadion, Vereinsglückschacht                                                 | 7,16             | 50° 41′ 44,7″ N, 12° 29′ 7,3″ O  |
| 27     | Am Hilfe-Gottes-Schacht                                                                    | 0,42             | 50° 42′ 26,1″ N, 12° 28′ 29,4″ O |
| 28     | Am Segen-Gottes-Schacht                                                                    | 2,35             | 50° 42′ 13,6″ N, 12° 28′ 5″ O    |
| 29     | Am Bürgerschacht I, westlich                                                               | 2,36             | 50° 42′ 18,9″ N, 12° 28′ 48,7″ O |
| 30     | Am Neuen Alexanderschacht                                                                  | 3,14             | 50° 41′ 33,7″ N, 12° 29′ 7,1″ O  |
| 31     | Am Augustusschacht                                                                         | 3,86             | 50° 42′ 10,3″ N, 12° 30′ 37,3″ O |
| 32     | Am Martin-Hoop-Schacht IV                                                                  | 11,14            | 50° 43′ 24,2″ N, 12° 33′ 42,6″ O |
| 33     | Am Martin-Hoop-Schacht IX                                                                  | 1,46             | 50° 43′ 21,5″ N, 12° 34′ 59,3″ O |
| 34     | Am Martin-Hoop-Schacht X                                                                   | 0,95             | 50° 42′ 50,8″ N, 12° 35′ 31,7″ O |
| 35     | Halde Birkenweg                                                                            | 0,09             | 50° 41′ 42,6″ N, 12° 30′ 40,1″ O |
| 36     | Halde Helmholtzstraße                                                                      | 0,89             | 50° 41′ 49,3″ N, 12° 30′ 40,2″ O |
| 37     | Halde Hofleite                                                                             | 0,3              | 50° 41′ 48″ N, 12° 30′ 35,4″ O   |
| 38     | Halde KGA Gartenfreunde / Halde 1 Oberhohndorf                                             | 0,56             | 50° 41′ 58,9″ N, 12° 30′ 21,7″ O |
| 39     | Halde Comeniusweg / Halde 2 Oberhohndorf                                                   | 0,81             | 50° 42′ 1,2″ N, 12° 30′ 24,6″ O  |
| 40     | Aurora-Schacht-Halde                                                                       | 1,78             | 50° 41′ 55,3″ N, 12° 29′ 18,1″ O |
| 41     | Hoffnung-Schacht-Halde                                                                     | 0,08             | 50° 42′ 8″ N, 12° 29′ 42,8″ O    |
| 42     | Sarfert-Schacht-Halde                                                                      | 0,57             | 50° 42′ 2,1″ N, 12° 29′ 29,5″ O  |
| 43     | Halde der Ebertschen Doppelschächte                                                        | 0,44             | 50° 41′ 40,9″ N, 12° 31′ 20,4″ O |
| 44     | Fortuna-Schacht-Halde                                                                      | 0,59             | 50° 41′ 39,4″ N, 12° 29′ 25,4″ O |
| 45     | An der Planitzer Straße, Glückauf-Schacht                                                  | 1,81             | 50° 42′ 0,2″ N, 12° 29′ 0,3″ O   |
| 46     | Halde am Steigerhaus Fritscheschacht                                                       | 0,1              | 50° 41′ 39,1″ N, 12° 30′ 8,1″ O  |
| 47     | Halde Schacht Altgemeinde Bockwa, Am Hammerwald                                            | 1,32             | 50° 41′ 2,3″ N, 12° 29′ 23,3″ O  |
| 48     | Halde Tagesfallort 4                                                                       | 0,32             | 50° 41′ 7,4″ N, 12° 29′ 35,9″ O  |
| 49     | Halde Tagesfallort 2                                                                       | 0,52             | 50° 41′ 5,5″ N, 12° 29′ 26,6″ O  |
| 50     | Halde des Communschachtes (Nr. 88)                                                         | 0,37             | 50° 41′ 6,1″ N, 12° 29′ 34,9″ O  |
| 51     | Halde am Bahnhofschacht                                                                    | 2,09             | 50° 42′ 55,5″ N, 12° 28′ 52,8″ O |
| 52     | Halde am Himmelsfürstschacht                                                               | 0,25             | 50° 41′ 41,4″ N, 12° 28′ 50,8″ O |
| 53     | Halde am Bürgerschacht II                                                                  | 1,61             | 50° 42′ 46,6″ N, 12° 28′ 47,3″ O |
| 54     | Halde Beschert-Glück-Schacht (?)                                                           | 0,36             | 50° 41′ 46,9″ N, 12° 31′ 4,4″ O  |
| 55     | Halde westlich Lindenstraße                                                                | 0,57             | 50° 41′ 49,3″ N, 12° 31′ 10,7″ O |
| 56     | Halde am Bürgerschacht I, östlich                                                          | 1,22             | 50° 42′ 26,4″ N, 12° 29′ 5,5″ O  |
| 57     | Am Wilhelmschacht III                                                                      | 0,8              | 50° 41′ 55,9″ N, 12° 31′ 38,1″ O |
| 58     | Am Drei-Fritzen-Schacht                                                                    | 0,59             | 50° 42′ 11,9″ N, 12° 32′ 59,2″ O |
| 59     | Am Wilhelm Schacht I (östlich)                                                             | 2,86             | 50° 42′ 7,2″ N, 12° 31′ 13,6″ O  |

- Exportiere alle Koordinaten  als KML-Datei.

## Erhaltene Objekte, Denkmale und Museen des Steinkohleabbaues
- Heimat- und Bergbaumuseum Reinsdorf:

In Reinsdorf bei Zwickau konnte das Schacht- bzw. Treibehaus des „Morgensternschachts II“ (Klinkerbau von 1902, Schacht ab 1872) vor dem Abriss bewahrt werden. Es wurde restauriert und wird heute als Heimat- und Bergbaumuseum Reinsdorf von einem Verein betrieben. Die Denkmalliste von Reinsdorf benennt die erhaltenen Objekte folgendermaßen:
„Gebäude des ehemaligen Morgensternschachtes II mit Förderturm, Wetterschacht, Mannschaftsgebäude (Nr. 9) und Schmiede (Nr. 11), Expeditionsgebäude, Obersteiger-Wohnhaus (Nr. 15) und Wohnbau (Nr. 13)“.
Dieser Schacht diente ab 1903 als ausziehender Wetterschacht für das Steinkohlenwerk Morgensternschacht. Daher wurde das Schachthaus in geschlossener Bauweise errichtet. Alle Fenster und Türen konnten luftdicht verschlossen werden. Durch einen Radialventilator Bauart Rateau wurde Unterdruck erzeugt. Gleichzeitig diente der Schacht weiter als Förder- und Seilfahrtsschacht.
- Fördertürme der Martin Hoop „Schächte IV und IVa“ in  Zwickau-Pöhlau
- Treibehaus „Martin Hoop V“ in Zwickau-Pöhlau
- Treibe- und Maschinenhaus des Brückenberg-(Karl-Marx-)Schachtes IV, derzeit als Klubhaus des Golfklubs Zwickau umgenutzt (Reinsdorfer Str. 29?)
- Denkmal für das Zwickauer Grubenunglück im Jahre 1960 (auf dem Zwickauer Hauptfriedhof)
- beschilderter „Bergbaulehrpfad Schedewitz–Oberhohndorf“, u. a. mit Bahndamm der ehemaligen Oberhohndorf-Reinsdorfer Kohleneisenbahn (1965 stillgelegt) mit Fundamentresten der Muldenbrücke, Haus (Wohnhaus?) des Hermannschachtes, „Bahnwärterhaus Hermannschacht“, verschlossener Entwässerungsstollen, markierte Stelle des „Frischglückschacht I“, Bergbaudenkmal bei der Schedewitzer Muldenbrücke und mehrere Halden.
- ehem. Bergschule in Schedewitz (ruinöser Bau)
- Bahnlinie „Brückenbergschachtbahn“ mit „Stellwerk W3“, Muldenbrücke (Nietkonstruktion) über Zwickauer Mulde (und Mulderadweg), Gleisanlagen des ehem. Güterbahnhofes Pöhlau
- Verwaltungs- und Sozialgebäude des Martin-Hoop-Schacht IX. in Mülsen St. Jacob mit sozialistischen Wandfresken (2021 abgerissen, Wandbild im Reinsdorfer Heimatmuseum rekonstruiert)
- erhaltene Waschkaue des Auroraschachtes in Zwickau-Schedewitz
- zwei Gebäude des ehem. Fortunaschachtes in Zwickau-Hinterneudörfel, u. a. „Gasthaus Malz“
- ehem. Verwaltungsgebäude des Vereinsglückschachtes in Zwickau-Hinterneudörfel

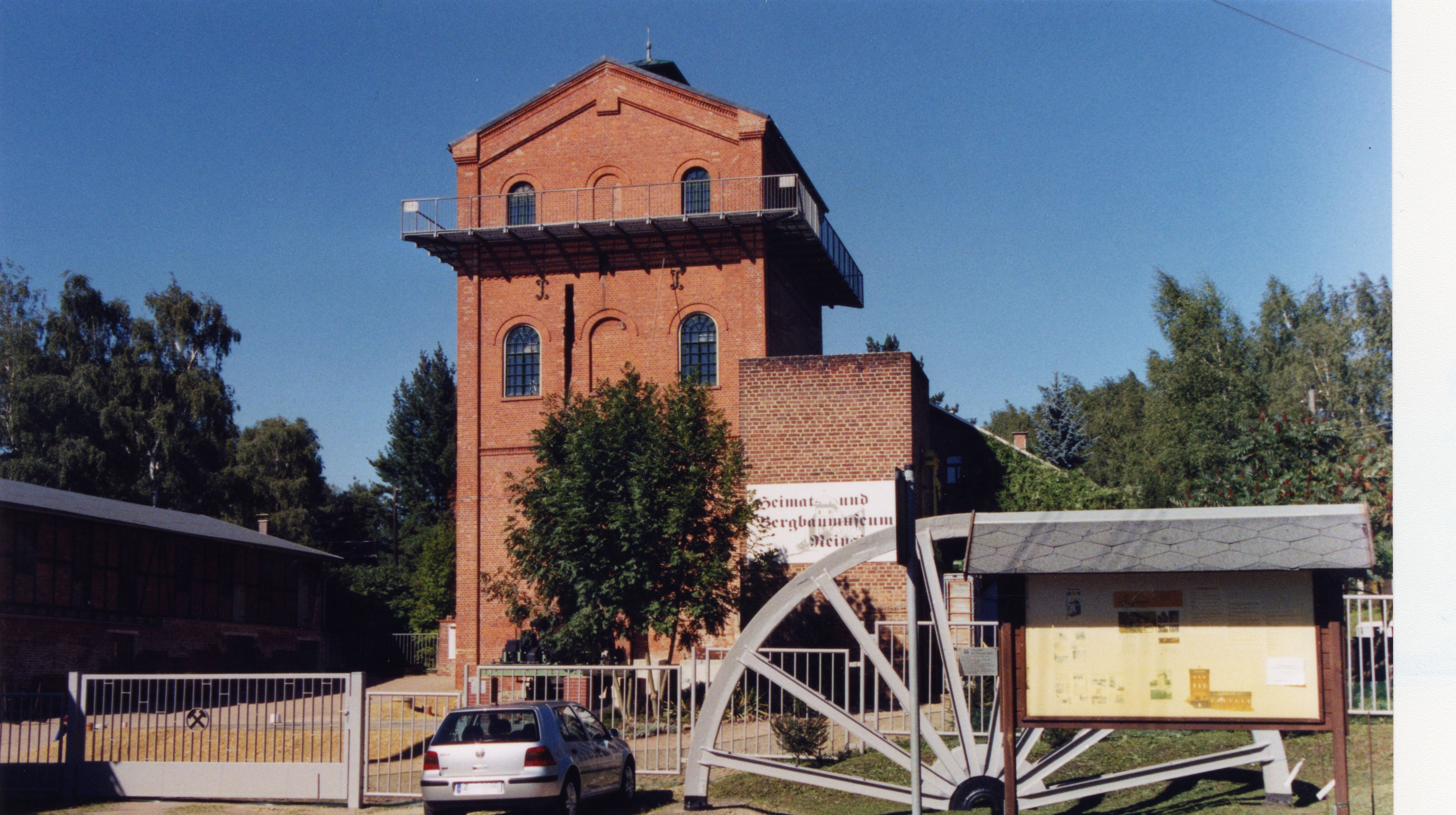
Treibehaus (1902) des „Morgensternschachtes II“ in Reinsdorf, Bergbaumuseum, 2005
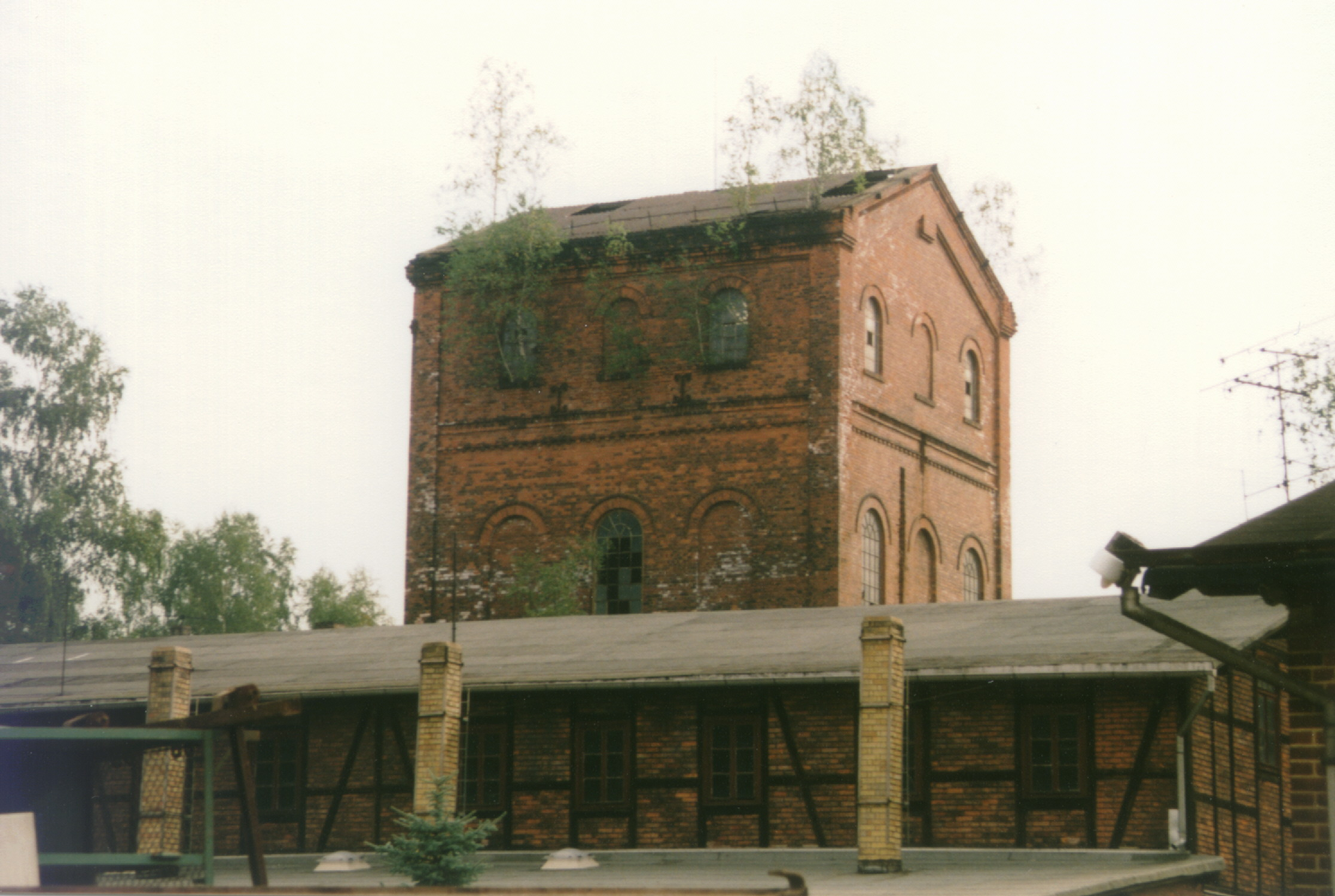
Gebäude des „Morgensternschachtes II“ im Jahre 1999, vor der Restaurierung
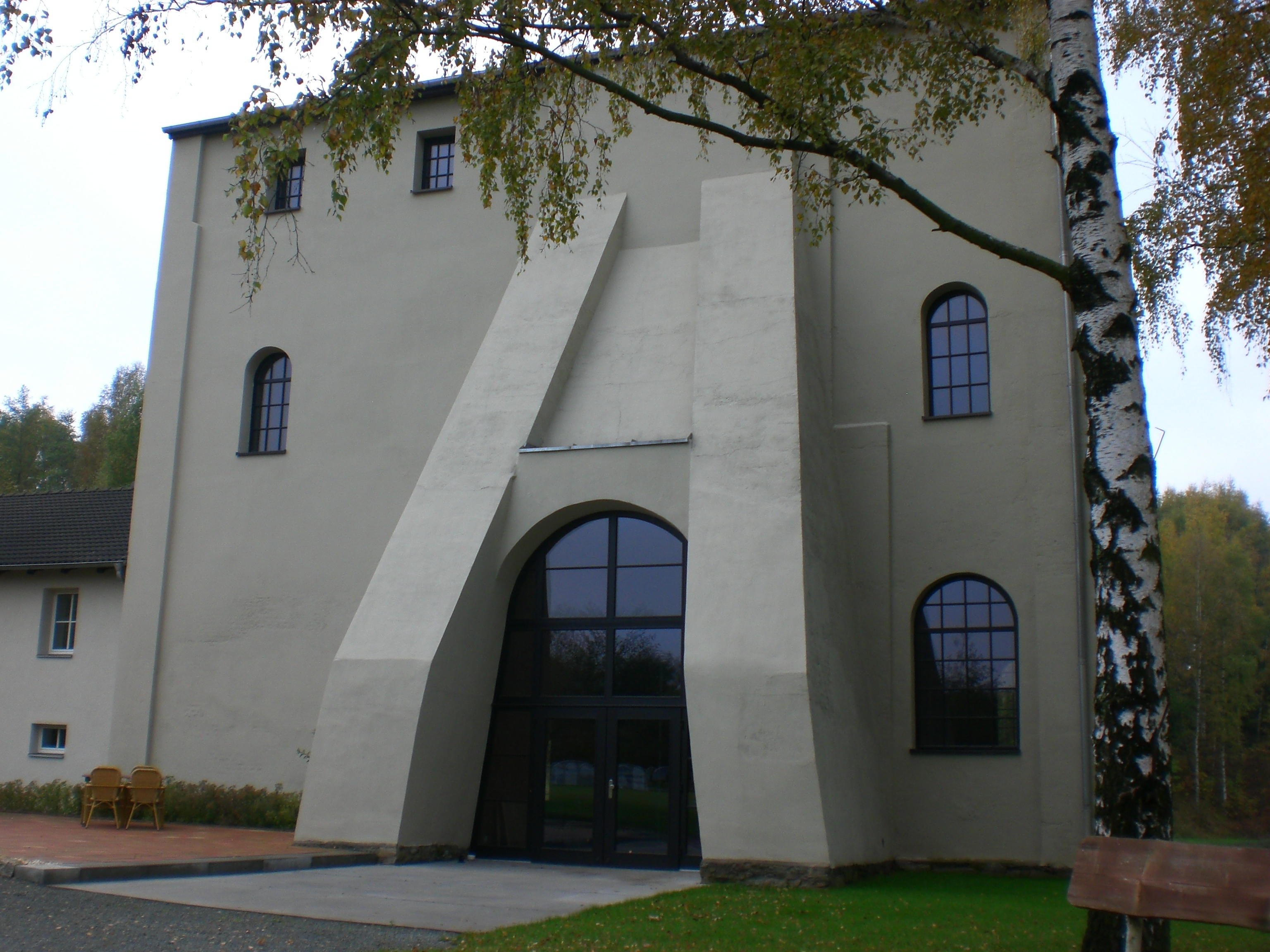
Treibehaus „Karl-Marx-IV“ in Zwickau
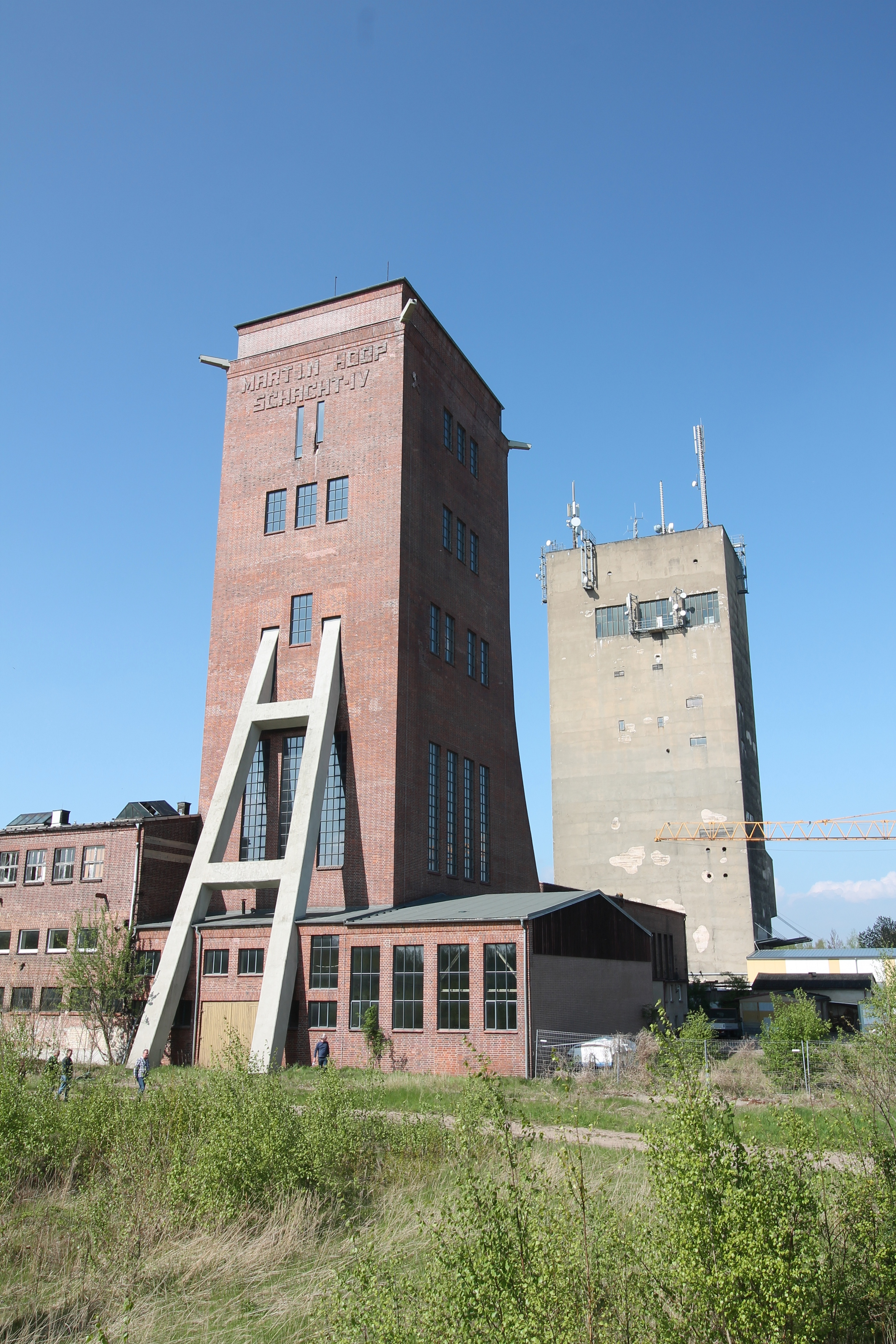
Fördertürme Martin Hoop Schächte IV (links) und IVa (rechts)
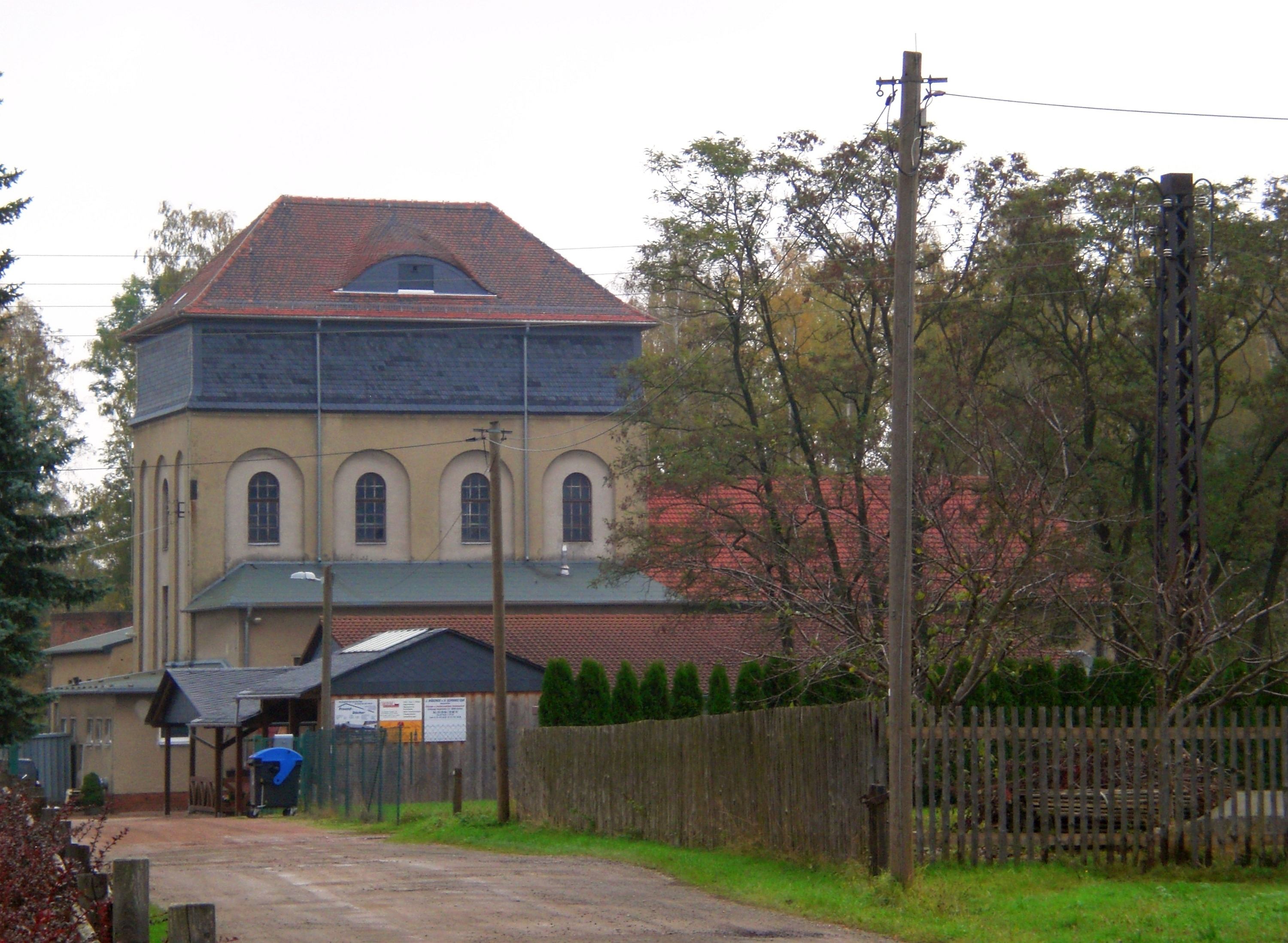
Treibehaus Martin Hoop V in Zwickau-Pöhlau
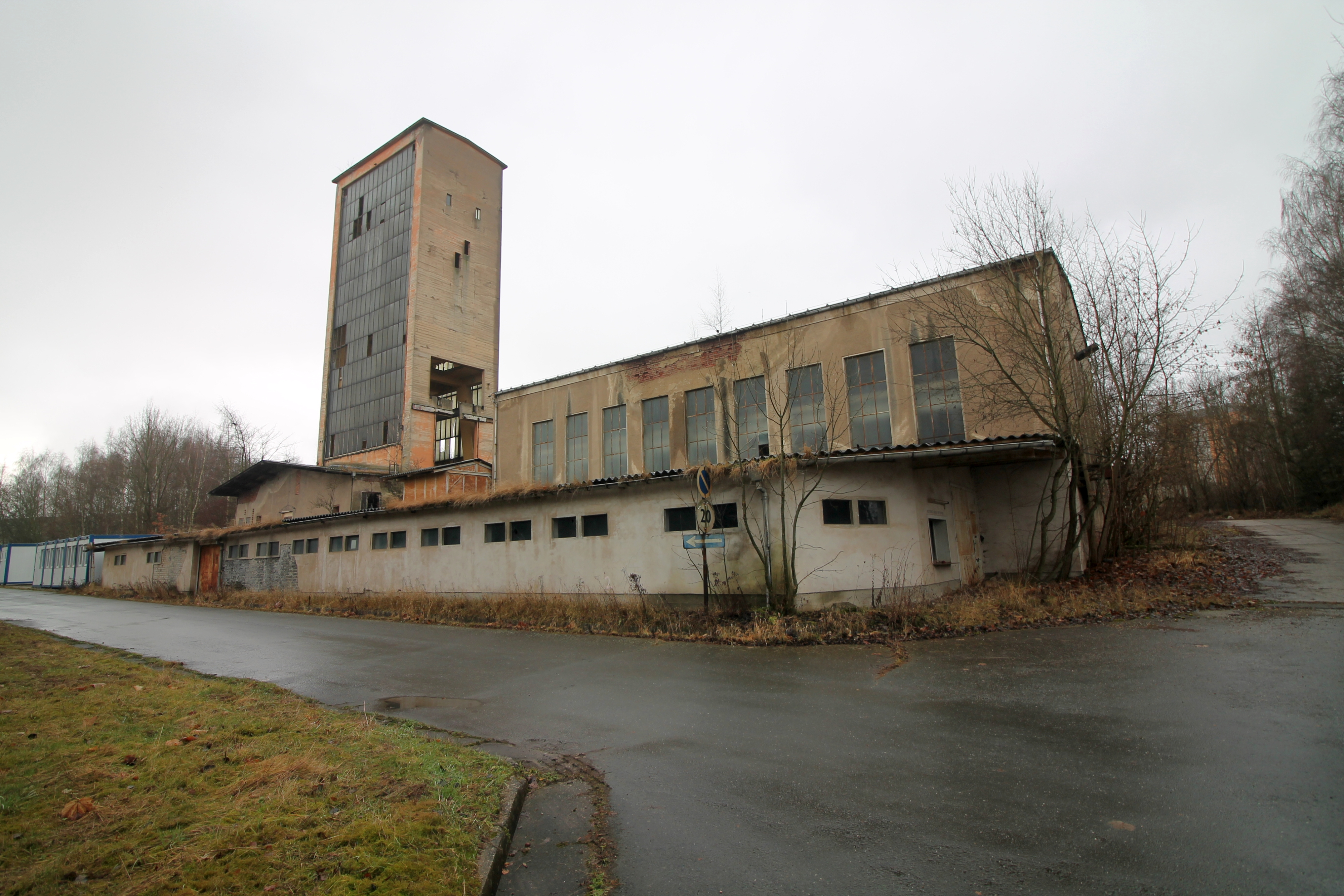
Förderturm und Fördermaschinengebäude des „Martin-Hoop-Schachtes IX“ in Mülsen St. Jacob
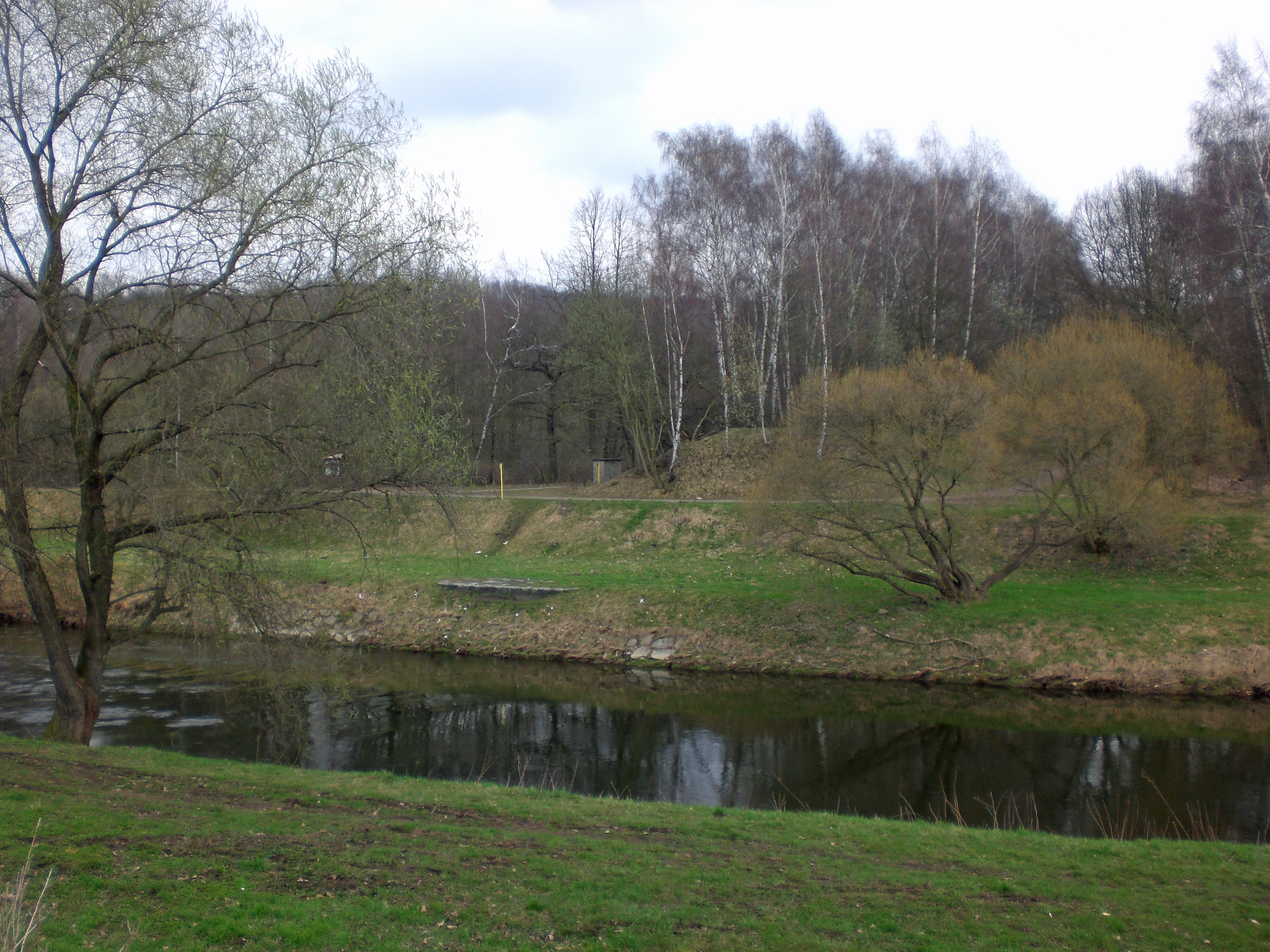
Bahndamm der ehemaligen Oberhohndorf-Reinsdorfer Kohlenbahn an abgerissener Muldenbrücke
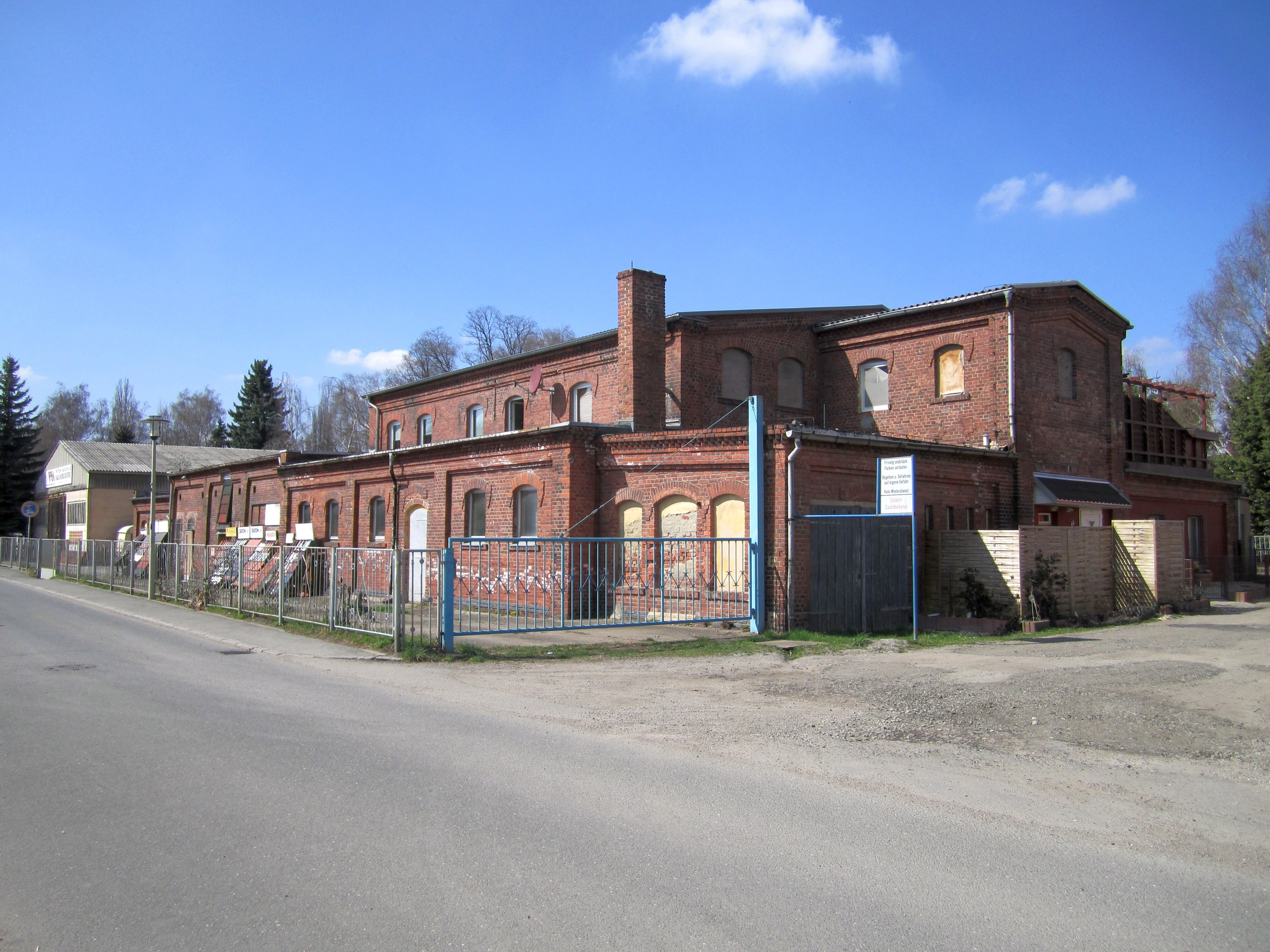
ehem. Waschkaue des Auroraschachtes in Zwickau-Schedewitz